# Mario Adett Zamora
Mario Adett Zamora Toledo (Santa Cruz de la Sierra, Bolivia, 30 de octubre de 1925 - Santa Cruz de la Sierra, Bolivia, 29 de septiembre de 2013) fue un militar y político boliviano. Fue el Ministro del Interior de Bolivia desde el 28 de diciembre de 1971 hasta el 23 de abril de 1973 durante el primer gobierno Hugo Banzer Suárez.

## Biografía
Nació el 30 de octubre de 1925 en Santa Cruz de la Sierra. Ingresó al Colegio Militar del Ejército (COLMIL) en 1942, egresando tiempo después con el grado de subteniente de caballería en el año 1946. Prosiguió en la carrera militar hasta llegar al grado de coronel en 1971

### Ministro del Interior (1971-1973)
El 28 de diciembre de 1973, el presidente Hugo Banzer Suárez posesiona al entonces coronel de ejército Mario Adett Zamora como nuevo ministro del Interior en reemplazo del controvertido coronel Andrés Selich.
Durante su gestión al mando del ministerio, Mario Adett Zamora fue acusado de haber ordenado represiones y desapariciones de jóvenes universitarios opuestos a la dictadura de Banzer.